# Escut de Puigdàlber

Escut oficial de Puigdàlber

L'escut oficial de Puigdàlber té el següent blasonament:
Escut caironat: d'argent, un mont de sinople movent de la punta, somat d'una creu llatina patent de gules. Per timbre una corona mural de poble.

## Història
Va ser aprovat el 31 de juliol de 1998 i publicat al DOGC el 31 d'agost del mateix any amb el número 2714.
L'escut tradicional del poble representa un puig amb una creu al damunt; el puig és, òbviament, un senyal parlant referent al nom del municipi. La creu és probablement una al·lusió a sant Andreu, el patró local, que normalment és representat en heràldica pel sautor.